# Killi des mangroves
Kryptolebias marmoratus
Espèce
Synonymes
- Rivulus marmoratus  Poey, 1880
- Kryptolebias ocellatus

Statut de conservation UICN

 LC  : Préoccupation mineure
Le killi des mangroves (Kryptolebias marmoratus anciennement Rivulus marmoratus; synonyme de Kryptolebias ocellatus (?)) est un poisson vivant dans des marais d'Amérique latine, de Floride, des Caraïbes jusqu'en Amérique du sud (Guyane française, Brésil) et mesurant environ 5 cm. Il fut le premier vertébré au monde découvert capable de pratiquer l'autofécondation (les mâles, dans la nature, sont rares). Depuis, d'autres espèces de poisson comme Benitochromis nigrodorsalis se sont révéllées capable d'autofecondation.
Autre particularité liée à son biotope, cet animal est capable de survivre plusieurs semaines en absence d'eau tant que le milieu reste humide. Dans ces conditions, ses branchies sont inactives et passent le relais à la peau qui est capable de laisser passer l’oxygène pour assurer sa respiration.
Attention (juin 2011) Costa vient de réviser les espèces du groupe "marmoratus" (http://www.pfeil-verlag.de/04biol/pdf/ief22_2_06.pdf). L'emploi de "synonyme de K. ocellatus" ne serait plus acceptable et la distribution remise en cause par la description de K. hermaphroditus des côtes brésiliennes.